# 프레텐시스 제10군단
프레텐시스 제10군단 (Legio X Fretensis, "해협의 제10군단")은 제정 시기 로마군의 군단 중 하나이다. 로마 공화정을 붕괴시킨 내전 시기에 젊은 시절 가이우스 옥타비아누스 (이후 아우구스투스)가 기원전 41/40년에 창설했다. 프레텐시스 제10군단은 최소한 410년대까지는 존재했던 것으로 기록되어 있다.
프레텐시스 제10군단의 상징물들에는 베누스 (율리아 씨족의 신화적인 선조)의 신성한 동물인 황소, 배 (아마 나울로코스 해전이나 악티움 해전을 나타냄), 넵투누스, 멧돼지가 있었다. 황소자리 상징은 군단이 4월 20일과 5월 20일 사이에 창설되었다는 걸 의미한다.

## 역사

### 공화정과 초기 제정 시기의 내전
나중에 아우구스투스라고 알려진 옥타비아누스는 군단을 하나 모집하여, 율리우스 카이사르의 유명한 제10군단을 나타내는 10이라는 숫자를 부여했다.
기원전 36년에, 제10군단은 옥타비아누스 지휘하에 나울로코스 해전에서 섹스투스 폼페이우스와 교전했고, 이 전투에서 Fretensis라는 코그노멘을 얻었다. 이 명칭은 이 전투가 메시나 해협 (Fretum Siculum) 인근 해상에서 일어났다는 사실을 나타낸다.
기원전 31년에는 마르쿠스 안토니우스에 맞서 악티움 해전에 참전했다. 악티움이 해상에서 일어난 전투이긴 하지만, 코버스라고 알려진 철로 된 갈고리를 수단으로, 가까이 고정된 적들의 배에 올라탈 수 있었다. 이 전투에서 군단에게 중요한 점은 군단의 상징 중 하나인 트리레메를 군단이 사용했다는 이유일 것이다. 악티움 해전은 내전 종료와 몇 년 뒤에 아우구스투스라 선포된, 옥타비아누스의 권력 획득을 나타냈다.
제10군단이 언제 마케도니아로 이동되었는지는 확실치 않다. 스트리몬강 유역에서 발견된 한 비문이 제10군단의 병사 한 무리가 다리를 지었다고 나타내고 있다. 마케도니아 속주에 배치된 동안에, 기원전 16년에 마케도니아를 침입한 사르마티아인들과 교전했다. 얼마 안 있어, 프레텐시스 제10군단은 시리아로 보내졌다. 서기 14-19년의 것으로 보고, 10군단의 지휘관이 세운, 팔미라에 있는 벨 신전의 한 비문은 황제의 가문 출신원에게 헌정되었다. 이 비문은 프레텐시스 제10군단이 게르마니쿠스의 동방 원정에 참전했고, 뿐만 아니라 파르티아와 국경을 안정시키기 위해 셀레우키아에 배치되었다고 전문가들이 믿게 했다.
서기 6년에, 시리아 총독 푸블리우스 술피키우스 퀴리누스는 프레텐시스 제10군단, 갈리카 제3군단, 페라타 제6군단, 풀미나타 제12군단을 헤로데 아르켈라오스 폐위 후에 일어난 반란을 진압하는 데 이끌었다.
네로 때인 서시 58-63년에, 프레텐시스 제10군단은 그나이우스 도미티우스 코르불로의 파르티아 원정에 참전했다.

### 제1차 유대-로마 전쟁

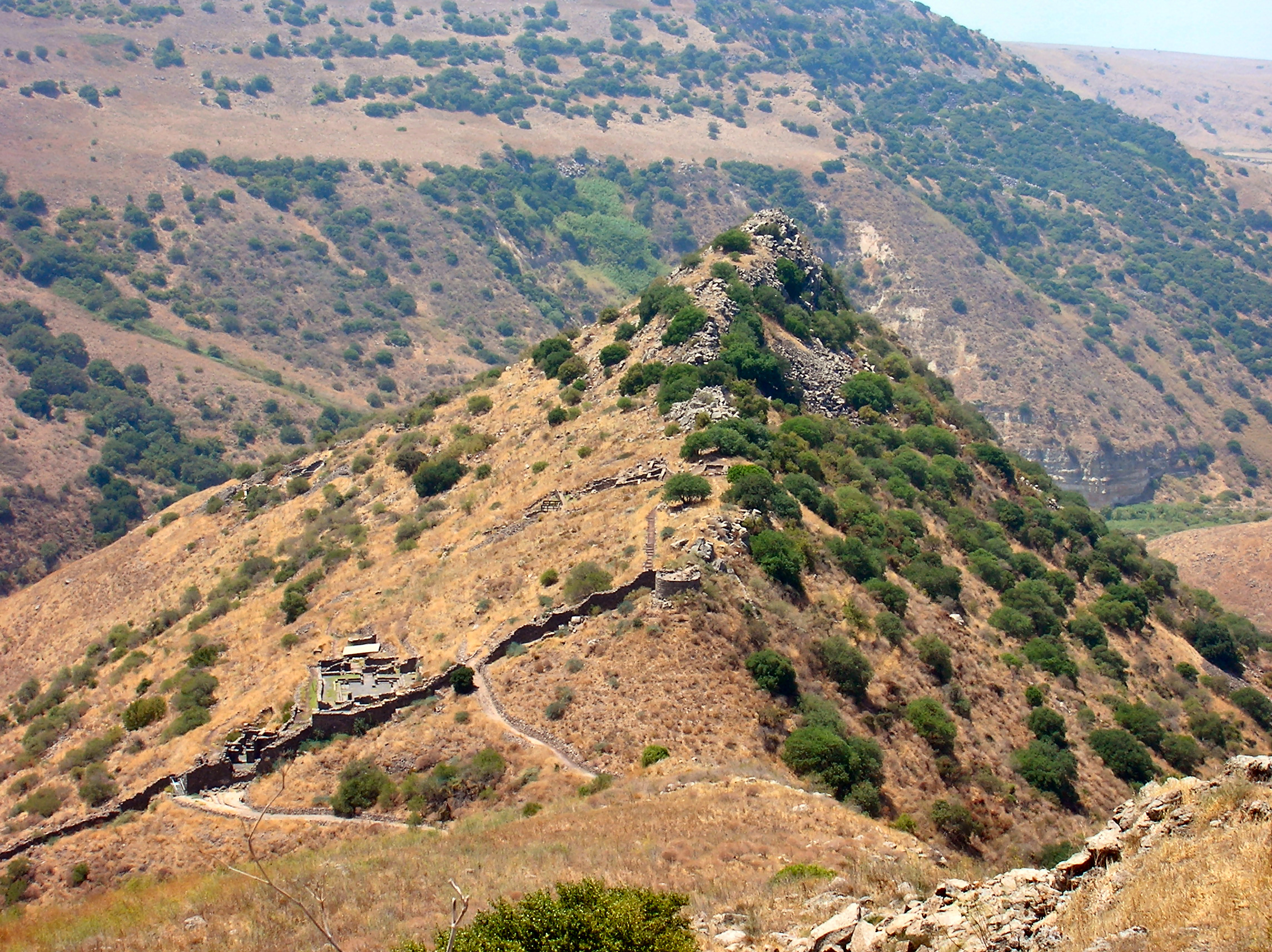
67년에 프레텐시스 제10군단에게 정복된 도시 감라의 폐허

프레텐시스 제10군단은 베스파시아누스의 최고 지휘하에, 제1차 유대-로마 전쟁 (66-73년)에 중점으로 개입했다.
66년에, 프레텐시스 제10군단과 마케도니카 제5군단은 네로가 기획한 에티오피아 침공을 위해  알렉산드리아로 보내졌었다. 그러나, 두 군단은 반란 진압을 위하여 유대 지역에서 필요로 했다. 프톨레마이스 아케 (오늘날 아크레)에서 겨울을 쇤 후, 프레텐시스 제10군단과 마케도니카 제5군단은 해안 도시 카이사레아 마리티마로 재배치되었다 (67/68년). 이는 장차 시리아의 총독이자 트라야누스 황제의 아버지인 마르쿠스 울피우스 트라야누스 휘하에 있던 수많은 군단들이 프톨레마이스에 집결되었기 때문이었다. 같은 해 겨울 동안에, 10군단과 5군단의 카이사레아 마리티마 주둔지에서 이듬해에 로마로 되돌아가야만했던 베스파시아누스를 접대했다. 베스파시아누스의 아들 티투스가 이 반란의 진압을 완료하였다.
타리카이아와 감라가 정복되자, 프레텐시스 제10군단은 요르단강 바로 서쪽에 있는 스키토폴리스 (오늘날 베트셰안)로 이동했다. 68년 여름에, 프레텐시스 제10군단은 사해 문서가 쓰였다고 여겨지는, 쿰란의 수도원을 파괴했다. 군단의 겨울 주둔지는 예리코였다.

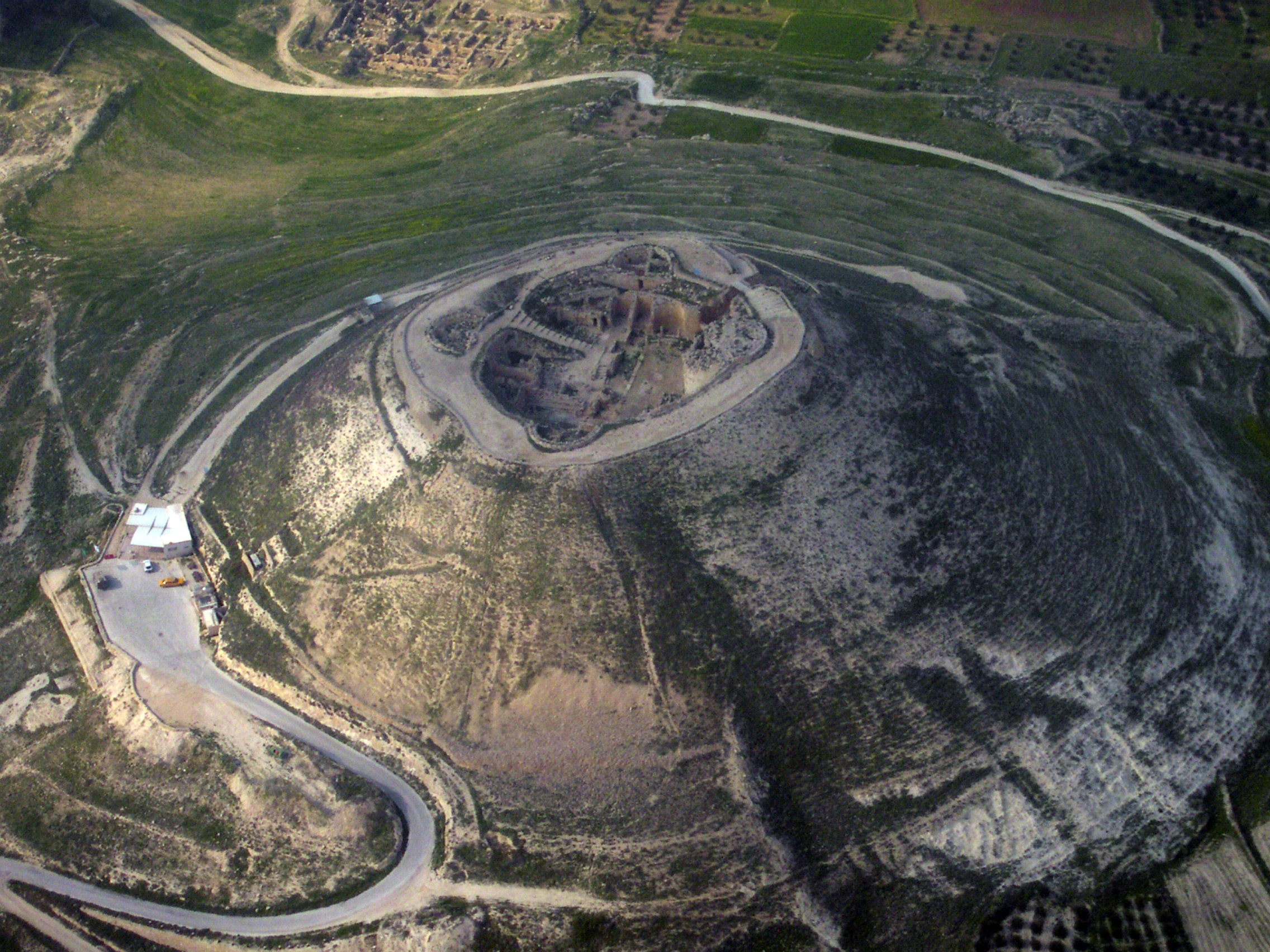
프레텐시스 제10군단이 정복한, 유대인 반란 요새 중 하나인 헤로디움.

70년경에 이르러, 예루살렘 및 마사다를 포함한 소수의 요새들을 제외한 유대 지역의 모든 반란 세력이 진압되었다. 같은 해에 프레텐시스 제10군단은 마케도니카 제5군단, 풀미나타 제12군단, 아폴리나리스 제15군단과 합류하여, 반란 세력의 본거지인 예루살렘에 대한 포위 공격을 시작했다. 올리브산에 제10군단이 주둔했었다. 포위전 기간에, 10군단은 여러 공성무기에 대한 효과적인 사용에 있어 명성을 얻었다. 이들이 1 탈렌트 (대략 25 kg) 무게의 돌들을 2펄롱 (400 m) 또는 그 이상의 거리만큼 날려 보낼 수 있었다고 언급되었다. 10군단의 발리스타의 발사체들은 방어물에 막대한 피해를 주었다. 요세푸스에 의하면 (요세푸스의 저서 《유대 전쟁사》 제3권), 라르키우스 레피두스(Larcius Lepidus)가 10군단의 지휘관이었다고 한다. 예루살렘 공방전은 다섯 달간 지속됐고 포위된 사람들은 모두 끔찍한 기아라는 어려움을 겪었다. 결국에,  로마 군단들의 연합 공격이 도시를 점령해내는 데 성공했고, 이때 예루살렘은 파괴되었다.

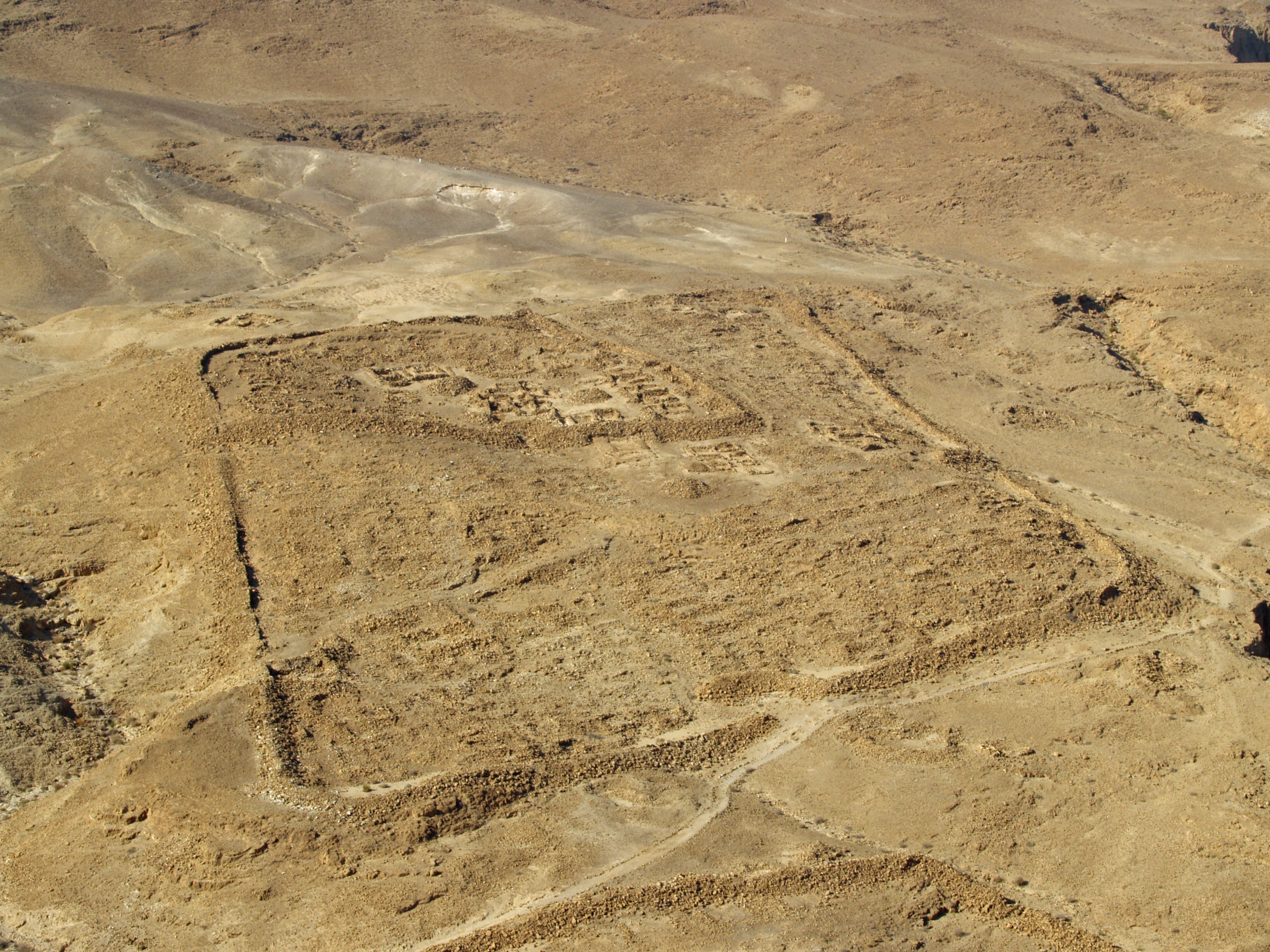
이스라엘 마사다에 있는 프레텐시스 10군단의 주둔지.

71년 봄 동안에, 티투스는 로마로 돌아갈 준비를 했다. 이러자 로마에서 임명된 새로운 군사 총독은 섹스투스 루킬리우스 바수스로,  유대 지역의 작전들을 "마무리"하는 임무를 하달받았다. 자연스럽게, 그는 프레텐시스 제10군단을 여전히 저항하던 소수의 나머지 요새들을 진압하는 데 사용했다. 이때의 일환으로, 프레텐시스 제10군단은 헤로디움을 점령하고, 그후에 사해의 해안가에 있던 마카이루스 요새를 점령하러 요르단강을 건넜다. 지병으로 인해, 바수스는 그의 임무를 완료할 때까지 살지 못했다. 루키우스 플라비우스 실바가 그의 자리를 대신했고, 아마도 72년 가을에 최후의 유대인 요새 마사다를 향해 이동했다. 그는 10군단과 보조군, 수 천 명의 유대인 포로들을 사용했다. 항복하라는 그의 명령이 거부되자, 실바는 마사다 요새 주위로 주둔지와 포위벽을 성공적으로 구축했다. 결국에 로마군이 마사다의 성벽을 돌파한 후에, 이들은 유대인 방어군이 대량 자살이라는 죽음을 택한 걸 알게 되었다.

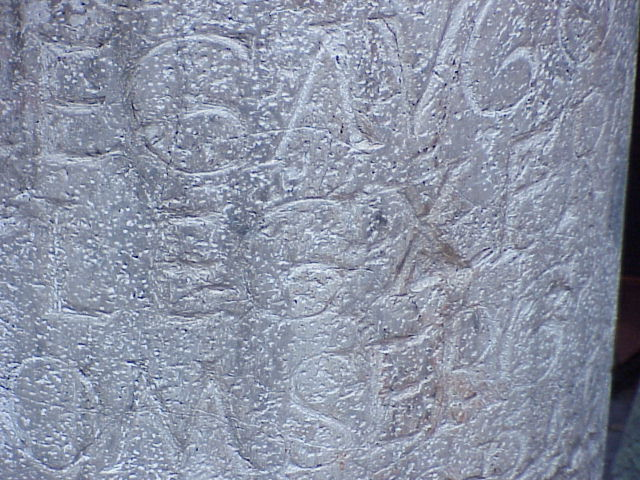
예루살렘에 있는 프레텐시스 제10군단의 축약어 "LEGXF" 가 있는 비문

유대인들의 반란 종결 후에, 10군단은 예루살렘에 배치되었다. 10군단의 주요 주둔지는 옛 건물들이 모두 평탄해진, 현재의 구도시 남쪽에 있던 서산에 위치했다. 10군단의 주둔지는 티투스의 명령으로 허물어진 헤로데 왕궁의 벽들의 남은 부분들로 만들어졌다. 로마인들이 파괴된 예루살렘의 일부를 로마 다신교의 도시 아일리아 카피톨리나로 재건했을 때, 군단의 주둔지는 카르도 막시무스의 끝에 지어졌다.
이 당시에, 10군단은 유대 지역의 치안을 맡은 유일한 군단이었고, 10군단의 레가투스이기도 한 유대 지역 총독의 직속하에 있었다. 이 지위들의 결합은 이 지위의 중요성을 야기했고, 이 지위를 맡았던 몇몇은 이전에도 군단을 지휘해본 경험이 있던 자들이었다. 그러나, 유대 지역에 두 번째 군단이 할당되자, 유대 속주는 집정관 지위로 상승했고, 10군단의 레가투스의 정치적 지위는 "두 번째 군단 지휘관처럼 유대의 총독에게 종속되었다."라고 Dabrowa가 언급한 것처럼 떨어지고 말았다.

### 바르 코크바의 난
트라야누스의 파르티아 원정에 참전한 후, 프레텐시스 군단은 바르 코크바의 난 (132-135년)에 착수하였다.
이 반란의 가능성 있는 원인은 예루살렘에 유피테르를 위한 로마 다신교 신전을 짓기로 한 하드리아누스 황제의 결정이었을 것이다. 시몬 바르 코크바는 반란을 시작했고 로마인들에게 막대한 피해를 입혔다. 이 전쟁은 프레텐시스 군단과 섹스투스 율리우스 세베루스 지휘하의 다뉴브 병력들을 포함한 로마군이 유대 지역 전체 영토를 재정복하고 최후의 유대인 거점 베타르 요새를 성공적으로 공격해내면서 종료되었다. 프레텐시스 제10군단은 이 반란 기간 막대한 인명 피해를 입었다.
유대 지역의 치안 불안에 대한 결과로, 프레텐시스 군단은 레준 ("군단"(레기온)에서 유래)이라고 알려진, 주둔지에 배치된 페라타 제6군단등 다른 군단들의 지원을 받게 되었다.

### 후기 역사
동방 속주들에 배치된 다른 부대와 함께, 프레텐시스 제10군단의 벡실라티오 혹은 분견대가 마르쿠스 아우렐리우스의 마르코만니족 원정에서 싸웠다. 허나, 언제 이 벡실라티오들이 도착했고 원정에서 무슨 역할을 했는지는 알려져 있지 않다.
193년에, 제10군단은 셉티미우스 세베루스에 맞서 페스켄니우스 니게르를 지지했고, 유대인과 사마리아인 간의 지역 분쟁에 관여했을 수 있다. 10군단은 카라칼라 (재위 211–217) 혹은 엘라가발루스 (재위 218–222) 시기 때 여전히 예루살렘에 있었다.
갈리에누스 (재위 253–268) 시기에, 프레텐시스 군단의 또다른 분견대가 갈리아 제국과 맞서는 전쟁에 싸우도록 동원되었다. 그러나, 이 부대가 갈리아 제국 측에도 보내졌다.
10군단은 아마 디오클레티아누스 개혁 시기 (대략 300년)에 아일라 (오늘날 아카바 근처)로 보내졌고, 390년대 노틸리아 디그니타툼 편집 시기에 여전히 그곳에 배치되었다고 기록되었으며, 이때 Dux Palaestinae의 지휘하에 있었다고 기록되었다.

## 고고학
아부고시의 교회 (예루살렘에서 서쪽으로 15 km 위치)에서 발견된, 2세기 말의 라틴어 비문은 프레텐시스 제10군단의 벡실라티오 (분견대) 존재를 나타낸다:
VEXILLATIO 
 LEG X FRE
프레텐시스 제10군단 (Legio X Fretensis)의 증인인 "L.X.F"가 표시된 일부 파편들이 예루살렘 다윗탑에 존재한다. 로마법에서 모든 도기류가 생산자의 증인을 새기길 요구했었고, 예루살렘 서쪽에 있던 제10군단의 도기 제품들도 예외는 아니었다. 프레텐시스 제10군단의 증인이 새겨진 막대한 제품들이 예루살렘에서 발견되고 있다.
"LE X FR" 증인 역시도 제10군단의 도기류에 사용되었다.

## 같이 보기
- 로마 군단 목록
- 예루살렘 파괴
- 마사다와 바르 코크바의 난
- 아미다 공방전

## 참고 문헌
- Ritterling's "Legio X Fretensis"
- Lendering, Jona, "Legio X Fretensis", livius.org 보관됨 2015-06-15 - 웨이백 머신